# Hieracium orimeles
Hieracium orimeles es una especie de planta con flor del género Hieracium, de la familia Asteraceae, orden Asterales.

## Distribución
Hieracium orimeles se distribuye por Shetland, Irlanda del Norte, Inglaterra, Gales y Escocia.

## Taxonomía
Fue descrita científicamente por W. R. Linton.